# Rolf-Peter Lange
Rolf-Peter Lange (* 29. Januar 1944 in Neuruppin; † 20. April 2024) war ein deutscher Politiker (FDP). 

## Leben
Nach dem Abitur absolvierte Lange eine Lehre zum Verlagskaufmann. Anschließend studierte er Politische Wissenschaften an der Freien Universität Berlin und wurde dort promoviert. Von 1971 bis 1985 war er Mitglied der Bezirksverordnetenversammlung des Berliner Bezirks Wilmersdorf. Von 1979 bis 1982 war er Büroleiter des Bürgermeisters unter Wolfgang Lüder und Guido Brunner. Er war unter anderem von 1985 bis 1989 und von 1991 bis 1995 Abgeordneter, zeitweise Parlamentarischer Geschäftsführer der FDP-Fraktion im Berliner Abgeordnetenhaus sowie von 1998 bis 2000 Landesvorsitzender der FDP Berlin.
Seit 1989 war er bei verschiedenen Bestattungsunternehmen beschäftigt. Seit 1995 war er Vorsitzender des Verbandes Deutscher Bestattungsunternehmen e.V.

## Werke
- Strukturwandlungen der westdeutschen Landesregierungen, 1946-1973. Das politische Führungspersonal der Bundesländer. Eine empirische Studie zur Soziologie der Herkunft, Rekrutierung und Zirkulation der Mitglieder der westdeutschen Landesregierungen, Freie Universität, Diss., Berlin 1976.